# Oswald Hussein
Oswald „Ossie“ Hussein (geb. 1954) ist ein Künstler aus Guyana. Er gehört zum Volk der Lokono (Arawak). Hussein ist bekannt für seine Schnitzereien, welche verschiedene Dimensionen der amerindianischen Kultur und Tradition präsentieren. Hussein erhielt 1989 erstmals nationale Anerkennung, als er erste Preise in Guyanas National Exhibition of the Visual Arts gewann, und seither hat er sich zu einem der führenden Künstler und führenden Skulpteure in Guyana entwickelt. Zusammen mit seinem Halbbruder, George Simon, ist er einer der prominentesten Mitglieder der Lokono Artists Group. Seine Arbeiten hat er in zahlreichen Ausstellungen in Guyana, Barbados und dem Vereinigten Königreich vorgestellt.

## Leben
Oswald Hussein 1954 wurde in St. Cuthbert’s Mission (Arawak: Pakuri) in Britisch-Guyana geboren und begann mit Holzschnitzerei und Skulpturen in den 1960ern. 1988 schloss er sich dem Kunst- und Designworkshop in St. Cuthbert’s an, den sein Halbbruder George Simon gegründet hatte, als dieser nach einem Kunststudium in Großbritannien nach Guyana zurückgekehrt war. Der Workshop in St. Cuthbert’s ermöglichte es zahlreichen lokalen Künstlern, inklusive Hussein, ihre Fähigkeiten zu verfeinern. Im Laufe der Zeit erlangte diese Künstlergruppe nationale Bekanntheit als Lokono Artists’ Group.
Husseins Beteiligung an der Lokono Artists Group und im St. Cuthbert’s Workshop war der Grundstein seines Erfolgs auf nationaler und später auch internationaler Ebene. 1989 erhielt er den ersten Preis in Guyanas National Exhibition of the Visual Arts mit seiner Skulptur Massasekeree und 1993 wurde er erneut ausgezeichnet für die Skulptur Wepelly. 1991 wurde Husseins Werk im Zuge der Ausstellung Contemporary Amerindian Art in der Hadfield Foundation ausgestellt, wo Werke von neun Mitgliedern der Lokono Artists Group gezeigt wurden. Nach einer weiteren Gruppenausstellung 1998 „Six Lokono Artists“ zeigte das Venezuelan Cultural Centre in Georgetown 1999 die erste Solo-Ausstellung von Husseins Werk, Sunset Birds. Bald darauf folgte Sunset Birds II, eine Ausstellung von Hussein und seinem Kollegen Roland Taylor, in der National Art Gallery in Castellani House 2000.
2006 erhielt Hussein eine Einladung als Artist-in-Residence am Horniman Museum in London. Der Aufenthalt war ursprünglich für den August 2006 geplant, aber Hussein musste die Reise verschieben, nachdem er in einem Motorradunfall kurz vor seiner Abreise schwer verwundet worden war. Während seines Aufenthalts im Horniman Museum nahm Hussein an der Ausstellung Amazon to Caribbean: Early Peoples of the Rainforest teil, welche von Hassan Arero kuratiert wurde.

## Werk
Als Skulpteur entwickelte sich Husseins Methode und Stil über die Jahre. Seinen Skulpturen entspringen immer einem Teil eines Baumstammes und können zwischen einem Tag und vier Monaten für die Fertigstellung benötigen. Kritiker haben substantielle stilistische Unterschiede zwischen seinen frühen und seinen späteren Arbeiten bemerkt. Während seine frühen Skulpturen hauptsächlich großformatige Stücke sind, die zwischen horizontalen und vertikalen Flächen ausbalanciert sind, werden seine spätere Werke merklich kleiner und hauptsächlich vertikal ausgerichtet.
Hussein lässt sich von seinen angestammten kulturellen Traditionen der Arawak inspirieren. In einem Interview von 2006 erklärt er, dass manche seiner Skulpturen von Geschichten inspiriert sind, welche seine Mutter ihm als Kind erzählt hat über „animals, humming birds or fish [...] and the sun and rain gods which mark events in our lives“ („Tiere, Kolibris oder Fische... und die Sonnen- und Regengötter, welche Ereignisse in unseren Leben bestimmen“).

### Werke
Oriyu Banka (1995)
Oriyu Banka ist eine Holzskulptur von 1995. Die Skulptur besteht aus Saman Wood (Albizia saman) und misst ca. 70 × 25,5 cm. Es ist eine lange, rundliche Skulptur, die mit breiten, geometrischen Musternverziert ist. Die auffälligsten davon sind runde, Augen-artige Formen im Zentrum der Skulptur und die 12 scharfen, gebogenen „Zäne“, die aus den Seiten herausragen. Der Titel in Arawak lässt sich übersetzen mit „Bank des Wassergeistes“ („Bench of the Water Spirit“). „Oriyu“ ist der Name eines bekannten weiblichen Wassergeistes in Arawak' und anderen Amerindianischen Mythologien. Die Kritiker Anne Walmsley und Stanley Greaves merkten an, dass der Name und die Form der Skulptur zwar eine traditionelle Bank andeuten, aber dass ihre scharfen Zähne und die Kaiman-artige Erscheinung „würden jedem Menschen trotzen, der darauf sitzen möchte“ („would defy any human to sit on it“).

## Preise
- 1989: Erster Preis der National Exhibition of the Visual Arts, Guyana.
- 1993: Erster Preis der National Exhibition of the Visual Arts.